# 徐红星
徐红星（1969年5月—），男，江苏灌云人，中国物理学家，武汉大学教授，中国科学院院士。现任河南省科学院院长。

## 生平
1992年毕业于北京大学，1998年和2002年先后获得瑞典查尔莫斯理工大学硕士和博士学位。
2012年进入武汉大学物理科学与技术学院工作。
2017年当选为中国科学院院士。2018年当选为发展中国家科学院院士。
2022年12月，受聘担任河南省科学院院长。

## 头衔
- 武汉大学高等研究院副院长
- 武汉量子技术研究院院长
- 武创院医疗与物理研究所首席科学家、所长
- 河南省科学院院长